# زندان در آتش: حبس ابد
زندان در آتش - حبس ابد (به انگلیسی: Prison on Fire – Life Sentence) یک فیلم زندان دلهره‌آور و جنایی محصول سال ۲۰۰۱ سینمای هنگ کنگ به کارگردانی ادموند یوئن با بازی بن وونگ، آیریس وانگ، تامی وانگ، ویلیام هو، لی وای-کی، چپمن تو و بیل لانگ است. با وجود عنوان، این فیلم ارتباطی با فیلم زندان در آتش محصول ۱۹۸۷ و دنباله آن زندان در آتش ۲ در سال ۱۹۹۱ ندارد.

## داستان
گروهی از زندانیان در حیاط مشغول انجام فعالیت‌های مختلفی بودند. احمق بزرگ (ویلیام هو) و بیل دیوانه (تامی وانگ) بسکتبال بازی می‌کنند و بیل توپ را به سمت تونگ (بن وونگ) شوت می‌کند که او توپ را دفع می‌کند. بیل از این کار احساس تحقیر می‌کند و با تونگ درگیر می‌شود و در نهایت تونگ در بیمارستان بستری می‌شود. در طول بستری شدن در بیمارستان، تونگ به زمانی فکر می‌کند که خانواده‌اش به خانه دیگری نقل مکان کردند و یک دکه غذا در همان نزدیکی باز کردند. با این حال، دکه آنها توسط رهبر سه‌گانه، سینگ (بیل لانگ)، که دائماً خانواده تونگ را قلدری می‌کند و همچنین به دوست دختر تونگ، سائو (آیریس وانگ)، تجاوز می‌کند. تونگ که نمی‌تواند قلدری سینگ را تحمل کند، او را با تکه‌تکه کردن می‌کشد و این منجر به زندانی شدن تونگ می‌شود.

## بازخوردها
شبکه فیلم هنگ کنگ، بایگانی شده در ۵ فوریه ۲۰۱۵ در وی‌بک ماشین، به این فیلم امتیاز ۶٫۵ از ۱۰ را داد و به طرح داستانی غیراصیل آن اشاره کرد، اما همچنین آن را به عنوان یک فیلم سه‌گانه مناسب که با وجود بودجه کم، تضاد خوبی با فیلم‌های هنگ کنگی الهام گرفته از هالیوود که در آن دوره اکران می‌شدند، ایجاد می‌کند، ستود.
این فیلم در طول اکران خود از ۸ تا ۱۴ مارس ۲۰۰۱ در هنگ کنگ، ۱۸۲۴۰ دلار هنگ کنگ در گیشه سینماهای هنگ کنگ فروش داشت.